# Providenciales

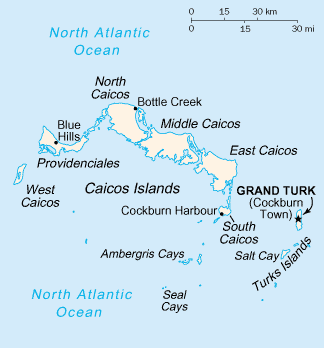
Mapa de las Islas Turcas y Caicos.

Providenciales, conocida como "Provo", es una isla perteneciente a las Islas Turcas y Caicos. Tiene una extensión de 98 km² y en ella viven 23,769 habitantes siendo la isla con más población y la tercera en extensión del país, y cuenta con los servicios del Aeropuerto Internacional de Providenciales, con vuelos diarios hacia las principales ciudades de los Estados Unidos, Canadá y el Reino Unido. En la isla se encuentra la única granja de caracolas conch del mundo.
El primer hotel construido en la isla fue el Third Turtle Inn (en Turtle Cove), pero el primer resort construido fue Club Med, en los años 1980. De ahí en delante hubo un gran crecimiento en el sector turístico de la isla.
En Providenciales se encuentra una de las mejores playas del mundo, Grace Bay, con su fina arena blanca y un mar increíblemente turquesa, además de otros lugares de gran belleza natural como Chalk Sound, Sapodilla Bay y Long Bay.
Providenciales ha sido elegida como el mejor destino de playa y sol del mundo, por TripAdvisor en 2010.

## Pueblos
Colinas Azules (Blue Hills) y La Ensenada (The Bight) fueron los dos primeros pueblos.

## Galería
|                                |
| Estrecho de Tiza (Chalk Sound) |

|                            |
| Manglars de Providenciales |

|                                      |
| Playa de Turtle Cove, Providenciales |

|                                  |
| Town Centre Mall, Providenciales |

|                                |
| Turks and Caicos Airport Hotel |

|                      |
| Carretera de Leeward |

|                      |
| Carretera de Leeward |

|                                            |
| Aeropuerto Internacional de Providenciales |

|                                  |
| Chromis cyanea en Providenciales |

|                                    |
| Pez ángel francés enProvidenciales |

|                                   |
| Sparisoma viride enProvidenciales |

|                           |
| Píntano en Providenciales |

|                                |
| Acanthuridae en Providenciales |